# Jean Baptiste Noël Bouchotte
Jean-Baptiste Noël Bouchotte (* 25. Dezember 1754 in Metz; † 7. Juni 1840 in Le Ban-Saint-Martin bei Metz) war ein französischer Offizier und Politiker. Vom 4. April 1793 bis 20. April 1794 war er Kriegsminister der Ersten Französischen Republik.

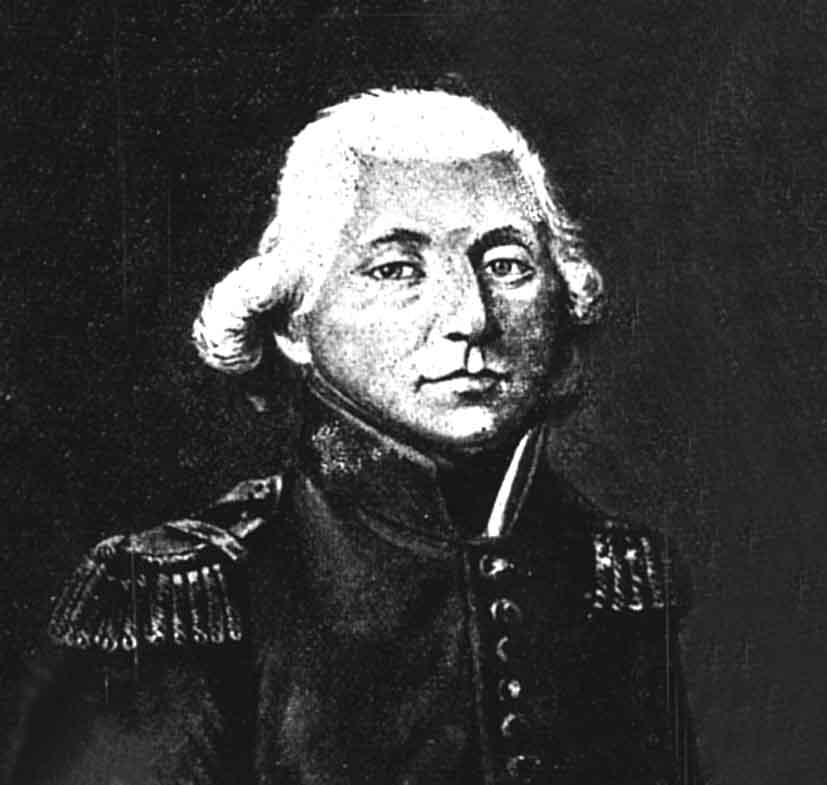
Baptiste Noël Bouchotte

## Leben
Bouchotte wurde als Sohn eines Rentmeisters geboren und diente seit 1773 im Régiment de Nassau. Er wechselte 1775 als Sous-lieutenant in das Régiment Royal-Nassau hussards und diente seit 1784 als Capitaine im Régiment d’Esterhazy hussards.
Während der Revolution zählte Bouchotte zu den Anhängern Héberts. Im Frühjahr 1792 kämpfte er gegen die Österreicher und wurde aufgrund seiner Verdienste bei der Verteidigung von Cambrai zum Oberst befördert. Am 4. April 1793 übernahm Bouchotte das Kriegsministerium.
Der Nationalkonvent hatte am 24. Februar 1793 die Aushebung von 300.000 Mann für die Armee beschlossen. Dies rief vielerorts Unruhen hervor, die nach wenigen Tagen unterdrückt wurden. Nur in der Vendée und in Gebieten der angrenzenden Departements Deux-Sèvres, Maine-et-Loire und Loire-Inférieure entwickelte sich der Aufstand der bäuerlichen Massen zu einer Gefahr für die Französische Republik. Die beschlossene Aushebung vollendete Bouchotte schnell und rücksichtslos. Bis Mitte August 1793 wurden insgesamt 700.000 Mann für die republikanische Armee ausgehoben.
Energisch versuchte Bouchotte das Gesetz über die Premier amalgame vom 21. Februar 1793 in der Armee durchzusetzen. Dieses Gesetz beinhaltete im Wesentlichen die Ideen Dubois-Crancés zur Neugestaltung der Armee. Dubois-Crancé forderte ein Linienregiment, zwei Freiwilligenbataillone und eine Artilleriekompanie zu einer Halbbrigade (Demi-brigade) zu „verschmelzen“ (amalgamer) und dadurch die Kampfkraft der republikanischen Armee zu erhöhen. Die Ausweitung des Krieges gegen Österreich und der Aufstand in der Vendée erforderten eine rasche Umsetzung des Amalgam-Gesetzes. Das Gesetz blieb umstritten, die Montagne befürwortete es und die Mehrheit der Girondisten lehnte es ab. Es dauerte bis Anfang 1796, ehe die Verfügungen des Gesetzes in der gesamten Armee durchgesetzt waren.
Bouchotte entfernte aus dem Kriegsministerium und aus dem Offizierskorps Royalisten und gemäßigte Republikaner. Die Entlassenen aus dem Kriegsministerium wurden zum großen Teil durch Anhänger Héberts ersetzt.
Im Offizierskorps förderte Bouchotte fähige Männer wie Kléber, Masséna, Moreau oder Bonaparte, aber auch Versager wie Jean Léchelle. Bleibende Verdienste erwarb er sich aufgrund seiner Maßnahmen zur Verbesserung der Versorgung und Ausrüstung des Heeres und zur Neuordnung des Sanitätswesens. Er vereinheitlichte nach den Vorgaben von Carnot, Prieur, Saint-André und Lindet, die als Mitglieder des Wohlfahrtsausschusses die Militärpolitik tatsächlich bestimmten, die Kriegsführung zur Verteidigung Frankreichs gegen die Truppen der verbündeten Österreicher und Piemonteser. Schwierigkeiten bereiteten Bouchotte nur die Oberbefehlshaber der Armeen, wie zum Beispiel Custine, der ihn wegen seiner politischen Herkunft als „Sansculottenminister“ verachtete. Deswegen verkündete er am 26. Mai 1793 einen Rücktritt als Kriegsminister. Der Sturz der Girondisten vom 31. Mai bis 2. Juni 1793 erforderte jedoch sein Verbleiben im Amt. Am 11. Juni 1793 erklärte Bouchotte erneut seinen Rücktritt, den er jedoch widerrief, nachdem bekannt wurde, dass Alexandre de Beauharnais sein Nachfolger werden sollte.
Weitere Schwierigkeiten bereiteten Bouchotte die Fraktionskämpfe der Jakobiner zwischen den „Nachsichtigen“ um Danton und Desmoulins, den Anhängern Robespierres und den „Hébertisten“. Die Intrigen Fabre d’Églantines, eines Anhängers Desmoulins, führten am 17. Dezember 1793 zu den Verhaftungen des Generalsekretärs im Kriegsministerium, François-Nicolas Vincent, und des Führers der Pariser Revolutionstruppen, Charles Philippe Ronsin. Nach diesem Schlag gegen seine wichtigsten Mitstreiter wurde Bouchotte am 5. Januar 1794 direkt angegriffen. Camille Desmoulins beklagte in seinem „Vieux Cordelier“ die kostenfreie Verteilung von Héberts Zeitung „Père Duchesne“ in der Armee und behauptete, dass Bouchotte dieses Blatt mit Mitteln des Kriegsministeriums finanziell unterstützt. Nur das Bekanntwerden des Skandals um die Indienkompanie und die Verwicklung Fabre d'Églantines an der Veruntreuung von öffentlichen Geldern verhinderten den Sturz Bouchottes. Ein Missbrauch von öffentlichen Geldern durch die „Hébertisten“ konnte nicht zweifelsfrei nachgewiesen werden und am 2. Februar 1794 wurden Vincent und Ronsin aufgrund öffentlicher Kampagnen freigelassen. Beide beteiligten sich danach an den Machtkämpfen zwischen den „Hébertisten“, den „Nachsichtigen“ und den Anhängern Robespierres. Bouchotte hielt sich aus den Machtkämpfen heraus und konnte deswegen sein Leben retten. Denn Hébert und seine Anhänger unterlagen ihren politischen Gegnern und wurden am 24. März 1794 in Paris hingerichtet. Nachdem alle Ministerien am 1. April 1794 aufgelöst und durch Regierungskommissionen ersetzt wurden, endete Bouchottes Amtszeit als Kriegsminister offiziell am 20. April 1794.
Jean-Baptiste Noël Bouchotte wurde am 22. Juni 1794 verhaftet. Er blieb  auch nach dem Sturz Robespierres am 27. Juli 1794 im Gefängnis und kam nur infolge der Generalamnestie vom 26. Oktober 1795 wieder frei. Bouchotte kehrte nach Metz zurück und wurde 1798 zum Beamten gewählt. Doch wenige Wochen später erwirkte das Direktorium seine Absetzung. 1799 begab er sich erneut nach Paris und schloss sich dem Manegeklub an. Nach dem Staatsstreich des 18. Brumaire VIII (9./10. November 1799) erbat Bouchotte seine Beförderung zum Général de brigade. Der Erste Konsul Napoleon Bonaparte fand jedoch keine Verwendung für den ehemaligen Kriegsminister und versetzte ihn in den Ruhestand. Bouchotte zog sich nach Metz zurück, hielt sich seitdem vom politischen Geschehen fern und heiratete am 29. April 1805 die Witwe seines ehemaligen Assistenten Villain d’Aubigny. Am 7. Juni 1840 verstarb Jean-Baptiste Noël Bouchotte in Le Ban-Saint-Martin bei Metz.